# Bosmoreau-les-Mines
Bosmoreau-les-Mines est une commune française située dans le département de la Creuse et la région Nouvelle-Aquitaine.

## Géographie
Cette commune de 9 km2 est situé à une altitude de 430m sur les bords des gorges du Taurion.
| Saint-Dizier-Leyrenne | Saint-Dizier-Leyrenne | Saint-Dizier-Leyrenne |
| Saint-Dizier-Leyrenne | Bosmoreau-les-Mines   | Thauron               |
| Masbaraud-Mérignat    |                       | Mansat-la-Courrière   |

Hameaux et lieux-dits
- Chez Freisseix
- Chez Garrat
- Chez Lameix
- Chez Paricaud
- Chez Regeasse
- La Mine

### Climat
Pour des articles plus généraux, voir Climat de la Nouvelle-Aquitaine et Climat de la Creuse.
Historiquement, la commune est exposée à un climat montagnard.  
En 2020, Météo-France publie une typologie des climats de la France métropolitaine dans laquelle la commune est exposée à un climat de montagne et est dans la région climatique  Ouest et nord-ouest du Massif Central, caractérisée par une pluviométrie annuelle de 900 à 1 500 mm, maximale en automne et en hiver.
Pour la période 1971-2000, la température annuelle moyenne est de 10,3 °C, avec  une amplitude thermique annuelle de 14,3 °C. Le cumul annuel moyen de précipitations est de 1 097 mm, avec 13,2 jours de précipitations en janvier et 8,3 jours en juillet. Pour la période 1991-2020, la température moyenne annuelle observée sur la station météorologique la plus proche, située sur la commune de Bourganeuf à 5,28 km à vol d'oiseau, est de 10,8 °C et le cumul annuel moyen de précipitations est de 1 184,0 mm,. Pour l'avenir, les paramètres climatiques de la commune estimés pour 2050 selon différents scénarios d’émission de gaz à effet de serre sont consultables sur un site dédié publié par Météo-France en novembre 2022.

## Urbanisme

### Typologie
Au 1er janvier 2024, Bosmoreau-les-Mines est catégorisée commune rurale à habitat très dispersé, selon la nouvelle grille communale de densité à 7 niveaux définie par l'Insee en 2022.
Elle est située hors unité urbaine et hors attraction des villes,.

### Occupation des sols
L'occupation des sols de la commune, telle qu'elle ressort de la base de données européenne d’occupation biophysique des sols Corine Land Cover (CLC), est marquée par l'importance des territoires agricoles (71,2 % en 2018), en augmentation par rapport à 1990 (62,3 %). La répartition détaillée en 2018 est la suivante : 
prairies (39,3 %), zones agricoles hétérogènes (31,9 %), forêts (25,4 %), zones urbanisées (3,4 %). L'évolution de l’occupation des sols de la commune et de ses infrastructures peut être observée sur les différentes représentations cartographiques du territoire : la carte de Cassini (XVIIIe siècle), la carte d'état-major (1820-1866) et les cartes ou photos aériennes de l'IGN pour la période actuelle (1950 à aujourd'hui).

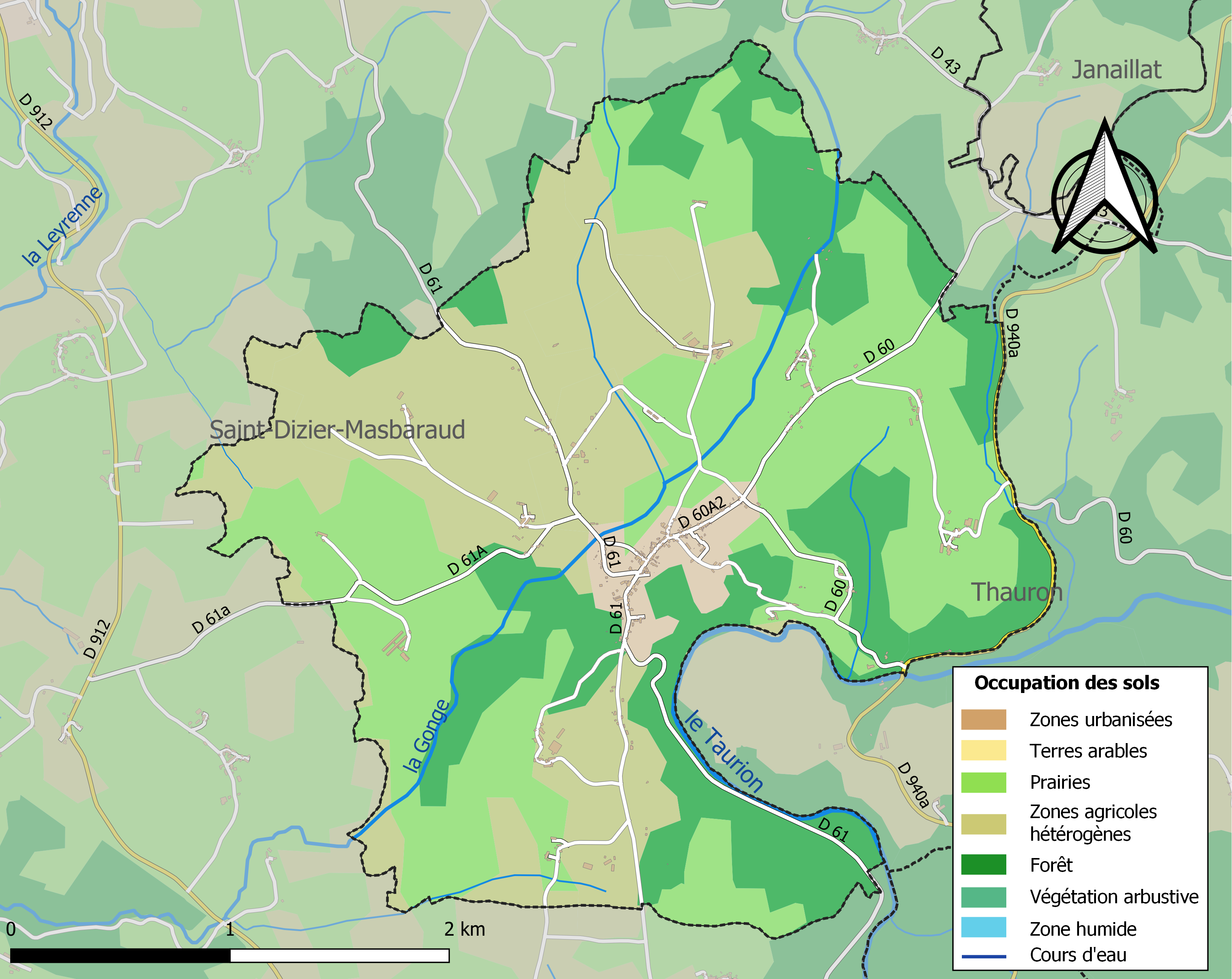
Carte des infrastructures et de l'occupation des sols de la commune en 2018 (CLC).

### Risques majeurs
Le territoire de la commune de Bosmoreau-les-Mines est vulnérable à différents aléas naturels : météorologiques (tempête, orage, neige, grand froid, canicule ou sécheresse), inondations et séisme (sismicité faible). Il est également exposé à un risque technologique, la rupture d'un barrage, et à un risque particulier : le risque de radon. Un site publié par le BRGM permet d'évaluer simplement et rapidement les risques d'un bien localisé soit par son adresse soit par le numéro de sa parcelle.

#### Risques naturels
Certaines parties du territoire communal sont susceptibles d’être affectées par le risque d’inondation par débordement de cours d'eau, notamment le Taurion et la Gonge. La commune a été reconnue en état de catastrophe naturelle au titre des dommages causés par les inondations et coulées de boue survenues en 1982 et 1999,.

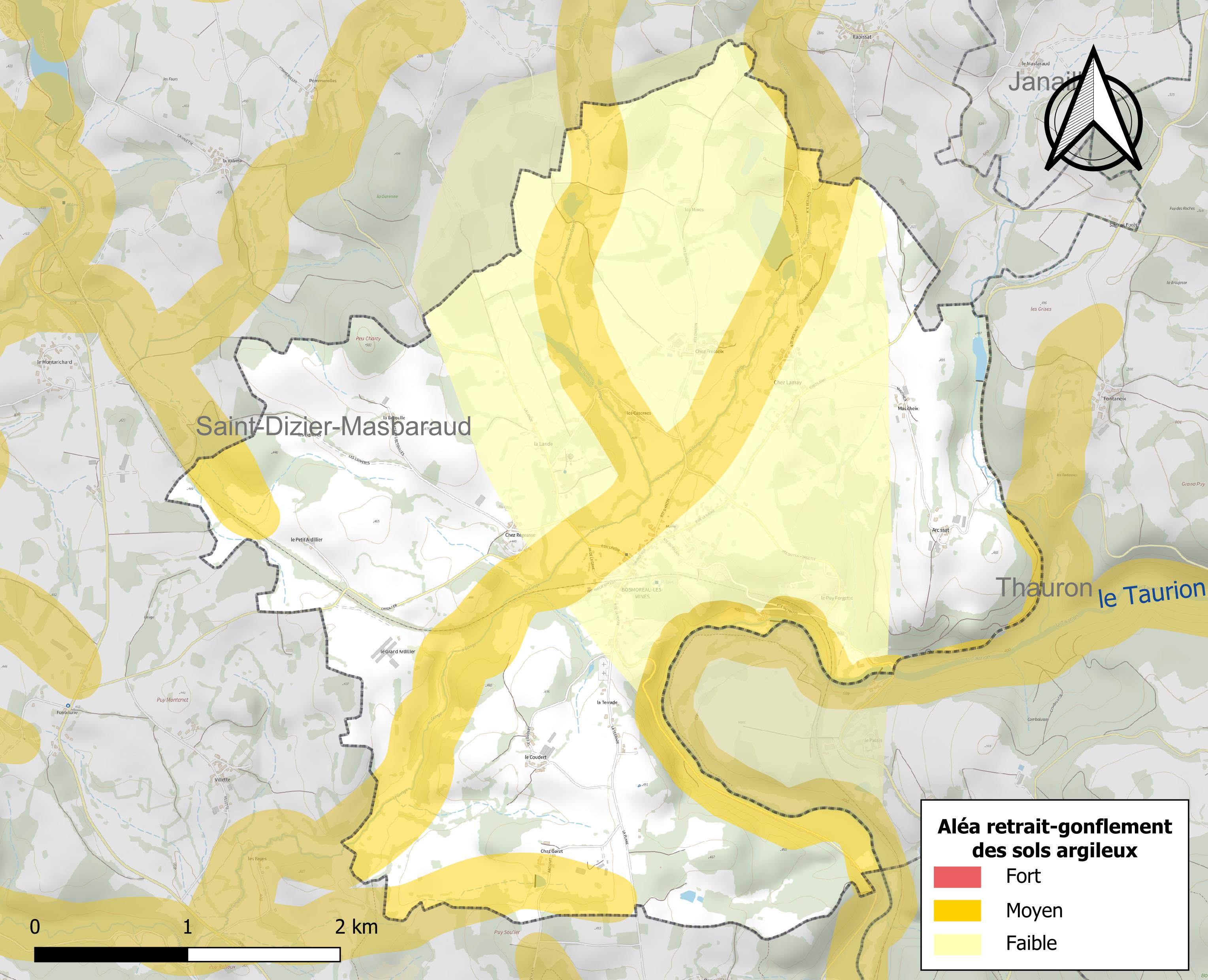
Carte des zones d'aléa retrait-gonflement des sols argileux de Bosmoreau-les-Mines.

Le retrait-gonflement des sols argileux est susceptible d'engendrer des dommages importants aux bâtiments en cas d’alternance de périodes de sécheresse et de pluie. 27,2 % de la superficie communale est en aléa moyen ou fort (33,6 % au niveau départemental et 48,5 % au niveau national). Sur les 180 bâtiments dénombrés sur la commune en 2019,  45 sont en aléa moyen ou fort, soit 25 %, à comparer aux 25 % au niveau départemental et 54 % au niveau national. Une cartographie de l'exposition du territoire national au retrait gonflement des sols argileux est disponible sur le site du BRGM,.
Par ailleurs, afin de mieux appréhender le risque d’affaissement de terrain, l'inventaire national des cavités souterraines permet de localiser celles situées sur la commune.
Concernant les mouvements de terrains, la commune a été reconnue en état de catastrophe naturelle au titre des dommages causés par des mouvements de terrain en 1999.

#### Risques technologiques
La commune est en outre située en aval du  barrage de Lavaud-Gelade, un ouvrage sur le Taurion de classe A soumis à PPI, disposant d'une retenue de 17,4 millions de mètres cubes. À ce titre elle est susceptible d’être touchée par l’onde de submersion consécutive à la rupture de cet ouvrage.

#### Risque particulier
Dans plusieurs parties du territoire national, le radon, accumulé dans certains logements ou autres locaux, peut constituer une source significative d’exposition de la population aux rayonnements ionisants. Certaines communes du département sont concernées par le risque radon à un niveau plus ou moins élevé. Selon la classification de 2018, la commune de Bosmoreau-les-Mines est classée en zone 3, à savoir zone à potentiel radon significatif.

#### Transports en commun
- Réseau TransCreuse

## Toponymie
Bòst Morèl en limousin. 

## Histoire
Bosmoreau est devenu Bosmoreau-les-Mines du fait que l'on y a extrait d'assez importantes quantités de charbon et de houille de 1784 à 1958, ce qui assura la prospérité de la commune durant cette période.
Au début du XXe siècle, cette activité employait encore plus d'une centaine d'ouvriers. Bosmoreau constitue l'un des deux bassins houillers de la Creuse, avec celui d'Ahun-Lavaveix.

### Les Templiers et les Hospitaliers
Bosmoreau est mentionné comme une ancienne possession de l'ordre du Temple (Domus Templi de Bomora, Lemovicensis diocesis) qui avait rang de commanderie et dont le commandeur fut peut-être frère Laurent de Verneiges (ou de Vernège, un fief près d'Ussel) aux alentours de l'année 1289. Elle faisait partie des commanderies de la province templière d'Auvergne. La commanderie fut dévolue à l'ordre de Saint-Jean de Jérusalem et devint un membre de la commanderie de Bourganeuf, cette dernière étant érigée en prieuré de la langue d'Auvergne au XVIe siècle.

## Politique et administration

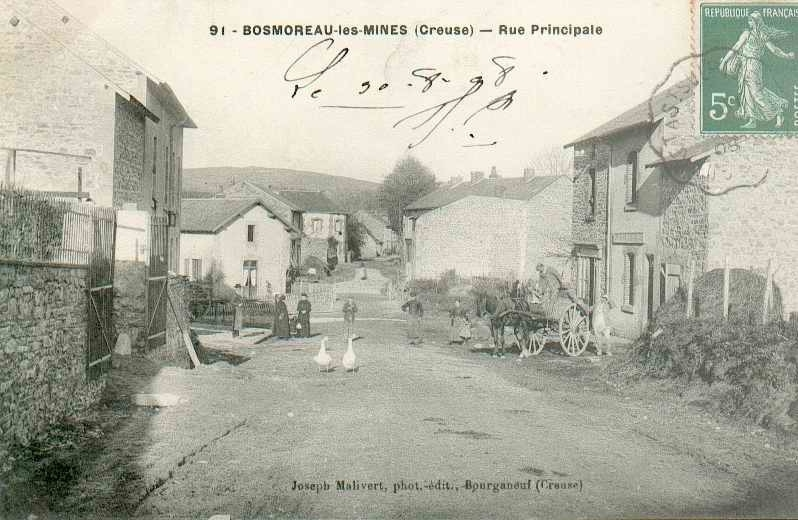
Carte postale ancienne du village (oblitération de 1908).

### La région
Le Limousin  est une des 26 régions françaises composée des trois départements Corrèze, Creuse et Haute-Vienne. Situé presque en totalité sur le Massif central, au 1er janvier 2005, il regroupait 724 243 habitants sur près de 17 000 km². Ses habitants sont appelés les Limousins.
Jean-Paul Denanot est Président du Conseil régional du Limousin depuis 2004.

### Le département
Le département a été créé à la Révolution française, le 4 mars 1790 en application de la loi du 22 décembre 1789, essentiellement à partir de l'ancienne province de la Marche. Ses habitants sont appelés les Creusois.
Les conseillers généraux sont élus dans le cadre des cantons pour une durée 6 ans. Dans la Creuse, il y a 27 cantons et donc 27 conseillers généraux. Ces derniers élisent en leur sein le Président du Conseil Général de la Creuse. Depuis 2001, c'est Jean-Jacques Lozach, conseiller général de Bourganeuf, qui en est le Président.
Le canton de Bourganeuf groupe 13 communes et compte 6 280 habitants (recensement de 1999 sans doubles comptes); Auriat, Bosmoreau-les-Mines, Bourganeuf, Faux-Mazuras, Mansat-la-Courrière, Masbaraud-Mérignat, Montboucher, Soubrebost, Saint-Amand-Jartoudeix, Saint-Dizier-Leyrenne, Saint-Martin-Sainte-Catherine, Saint-Pierre-Chérignat et Saint-Priest-Palus.

### La Communauté de communes
Saint-Pierre-Chérignat fait partie de la Communauté de Communes Bourganeuf-Royère. Celle-ci regroupe 20 communes : Auriat,Bosmoreau-les-Mines, Bourganeuf, Faux-Mazuras, Le Monteil-au-Vicomte, Mansat-la-Courrière, Masbaraud-Mérignat, Montboucher, Royère-de-Vassivière, Saint-Amand-Jartoudeix, Saint-Dizier-Leyrenne, Saint-Martin-Château, Saint-Martin-Sainte-Catherine, Saint-Moreil, Saint-Junien-la-Bregère, Saint-Pardoux-Morterolles, Saint-Pierre-Bellevue, Saint-Pierre-Chérignat, Saint-Priest-Palus et Soubrebost.
Les objectifs de la politique intercommunale sont : développement économique, amélioration de l’habitat, préservation du patrimoine naturel et mise en valeur de l’héritage culturel, maintien et accueil des populations et des activités économiques.
La communauté de communes de Bourganeuf et de Royère-de-Vassivière envisage de restaurer les sites de la Martinèche, à Soubrebost, où Martin Nadaud a vu le jour et s’est éteint. Il est proposé de créer un espace de mémoire, de visites et d’animation autour de Martin Nadaud le maçons de la Creuse. À cet effet, une souscription publique est proposée.

### La commune

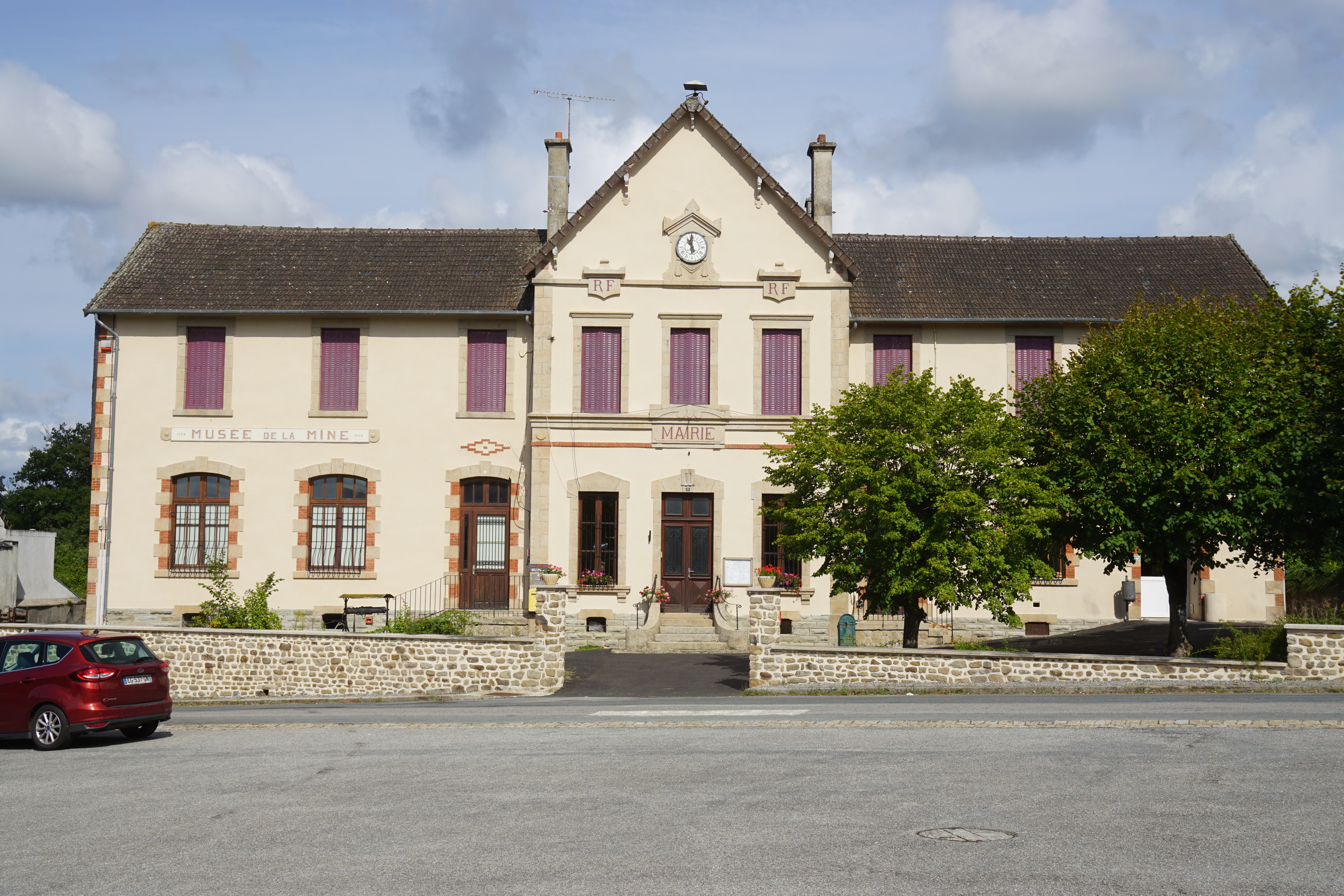
Mairie et musée.

À l'issue des élections municipales de mars 2008 Daniel Boueyre a été réélu maire de la commune par le nouveau conseil municipal.
| Période                                  | Période  | Identité       | Étiquette | Qualité  |
| ---------------------------------------- | -------- | -------------- | --------- | -------- |
| mars 2001                                | En cours | Daniel Boueyre | PS        | Retraité |
| Les données manquantes sont à compléter. |          |                |           |          |

## Démographie
L'évolution du nombre d'habitants est connue à travers les recensements de la population effectués dans la commune depuis 1793. Pour les communes de moins de 10 000 habitants, une enquête de recensement portant sur toute la population est réalisée tous les cinq ans, les populations de référence des années intermédiaires étant quant à elles estimées par interpolation ou extrapolation. Pour la commune, le premier recensement exhaustif entrant dans le cadre du nouveau dispositif a été réalisé en 2004.

En 2022, la commune comptait 226 habitants, en évolution de −9,24 % par rapport à 2016 (Creuse : −3,32 %, France hors Mayotte : +2,11 %).
| 1793 | 1800 | 1806 | 1821 | 1831 | 1836 | 1841 | 1846 | 1851 |
| ---- | ---- | ---- | ---- | ---- | ---- | ---- | ---- | ---- |
| 454  | 422  | 442  | 470  | 416  | 402  | 402  | 449  | 454  |

| 1856 | 1861 | 1866 | 1872 | 1876 | 1881 | 1886 | 1891 | 1896 |
| ---- | ---- | ---- | ---- | ---- | ---- | ---- | ---- | ---- |
| 467  | 468  | 453  | 456  | 507  | 668  | 568  | 628  | 603  |

| 1901 | 1906 | 1911 | 1921 | 1926 | 1931 | 1936 | 1946 | 1954 |
| ---- | ---- | ---- | ---- | ---- | ---- | ---- | ---- | ---- |
| 739  | 850  | 952  | 847  | 566  | 532  | 521  | 543  | 537  |

| 1962 | 1968 | 1975 | 1982 | 1990 | 1999 | 2004 | 2006 | 2009 |
| ---- | ---- | ---- | ---- | ---- | ---- | ---- | ---- | ---- |
| 414  | 444  | 377  | 301  | 249  | 272  | 251  | 247  | 250  |

| 2014 | 2019 | 2022 | - | - | - | - | - | - |
| ---- | ---- | ---- | - | - | - | - | - | - |
| 256  | 235  | 226  | - | - | - | - | - | - |

## Culture locale et patrimoine

### Lieux et monuments
- Le Musée de la mine de Bosmoreau-les-Mines retrace l'histoire de 150 ans d'exploitation de la houille dans le village.
- Site minier de La Lande.
- Église de la Décollation-de-Saint-Jean-Baptiste de Bosmoreau-les-Mines
- Un vélorail a été créé en juin 2009 ; il circule vers Bourganeuf depuis l'ancienne gare de Bosmoreau-les-Mines.

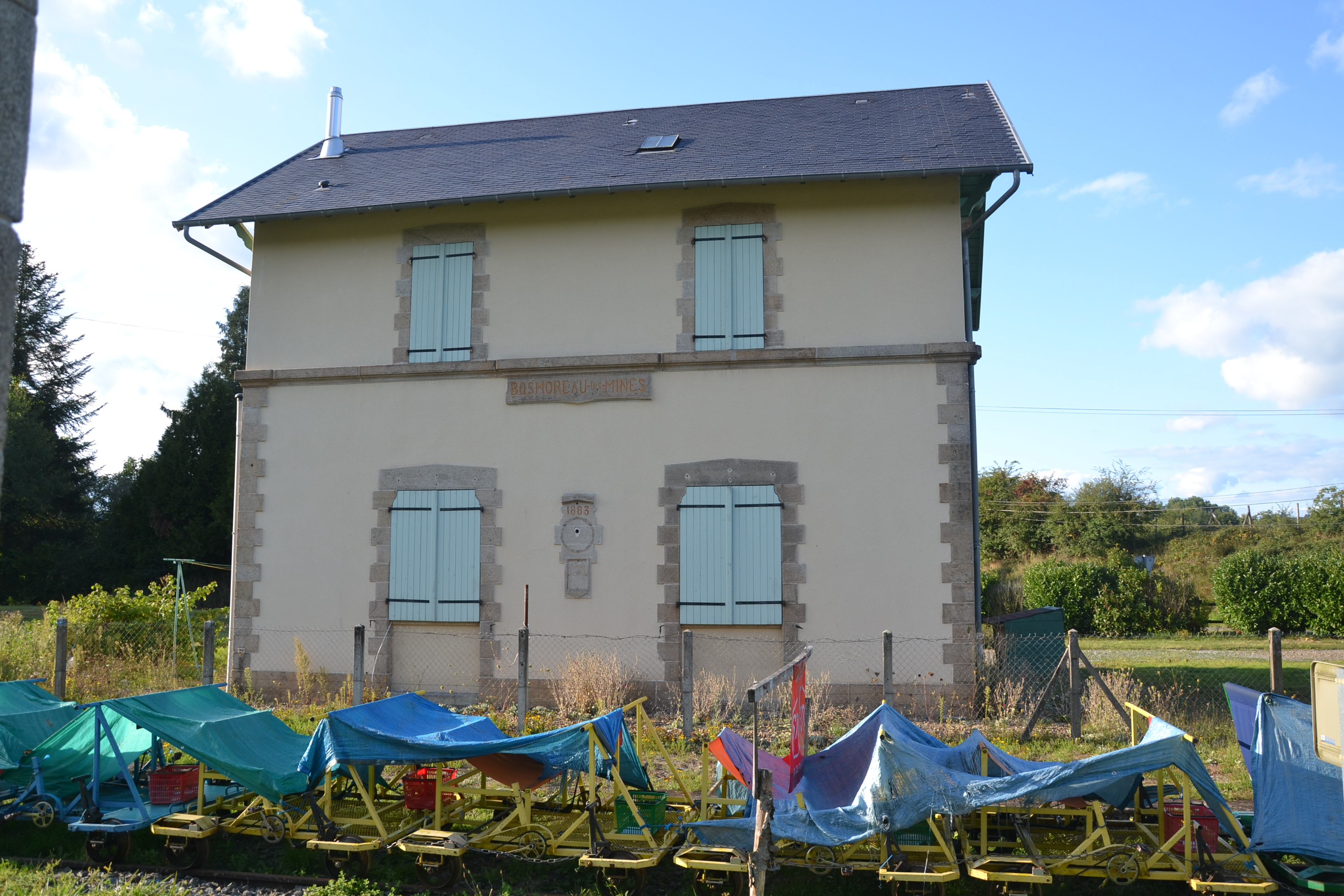
Ancienne gare.
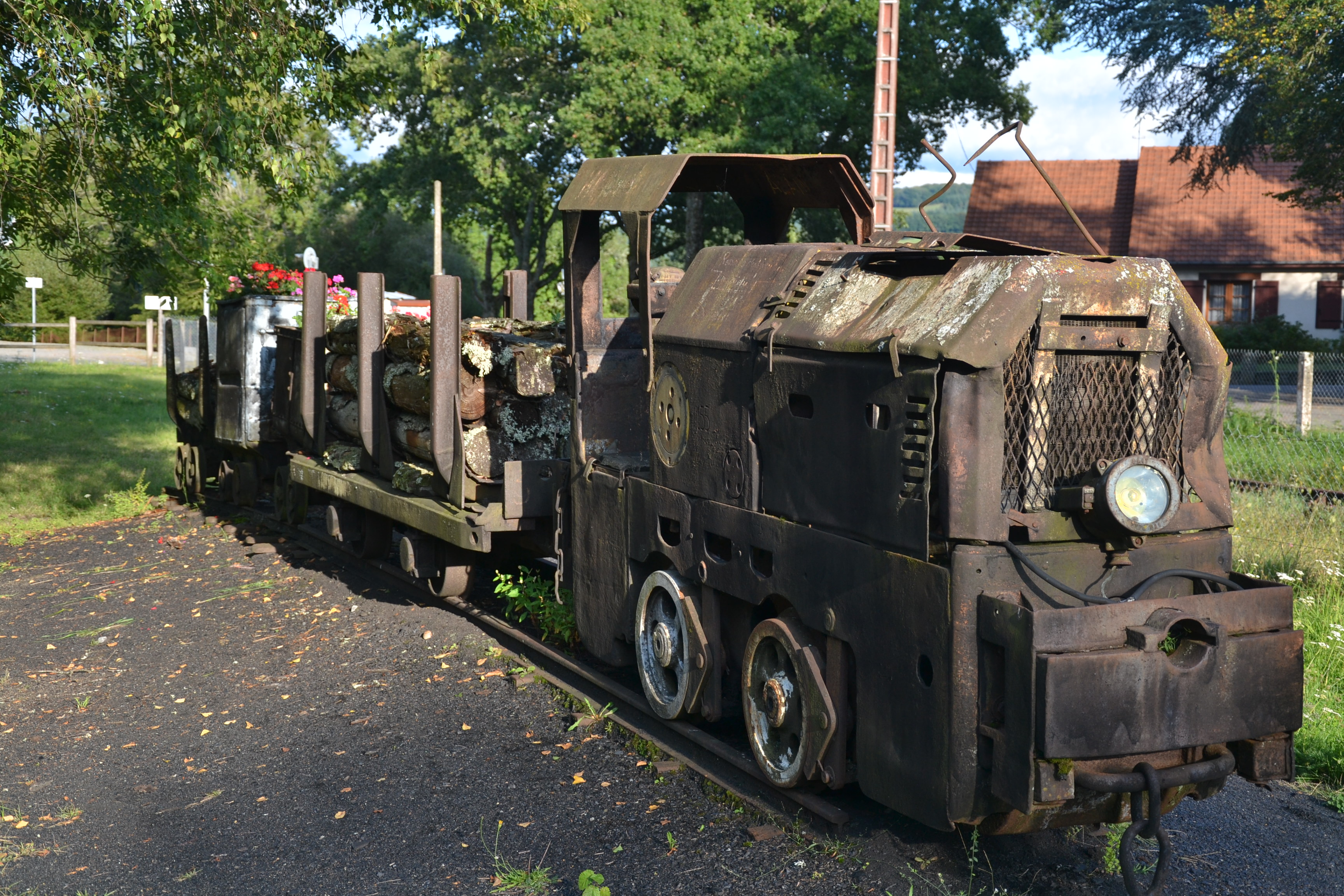
Train minier.
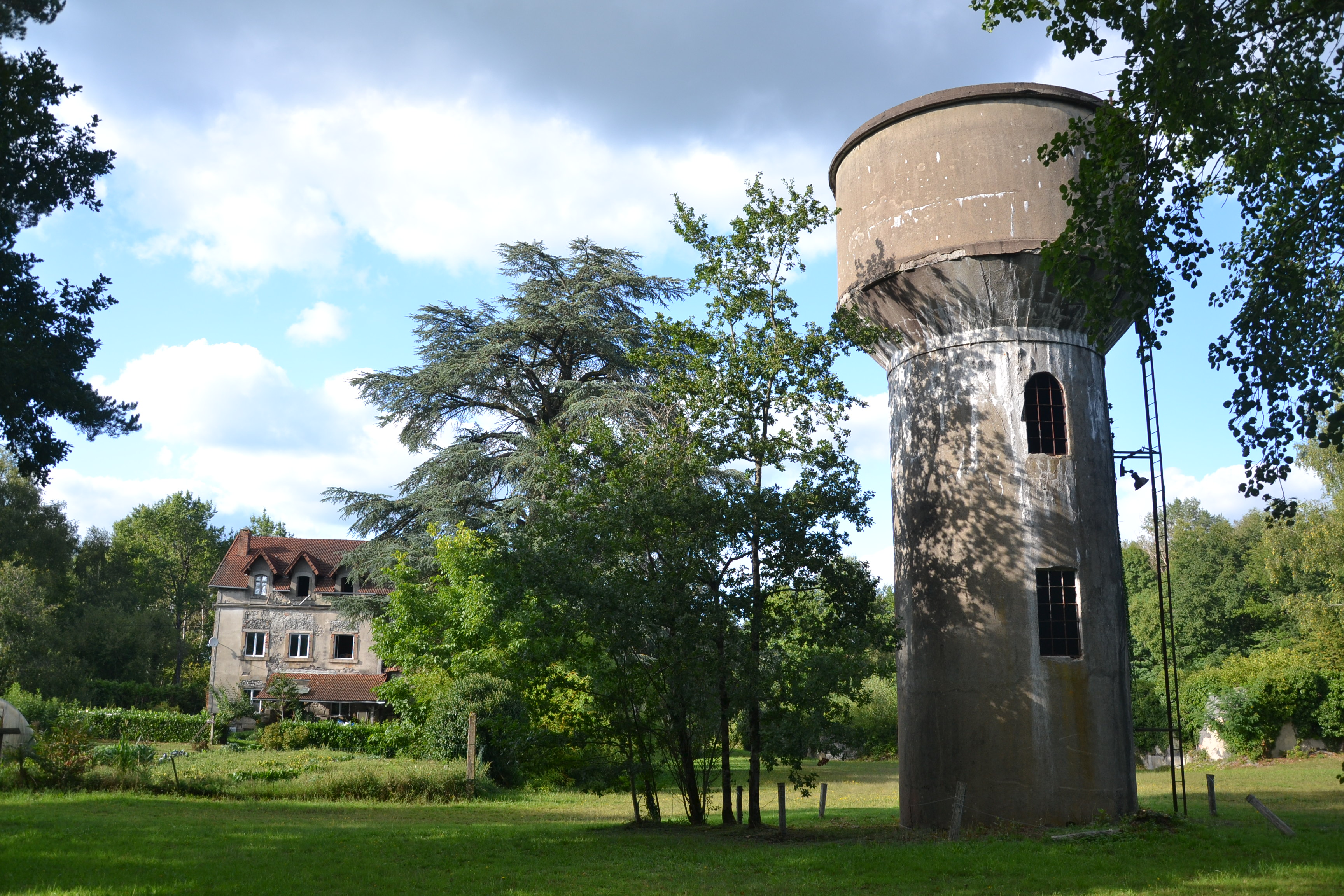
Mine de la Lande.
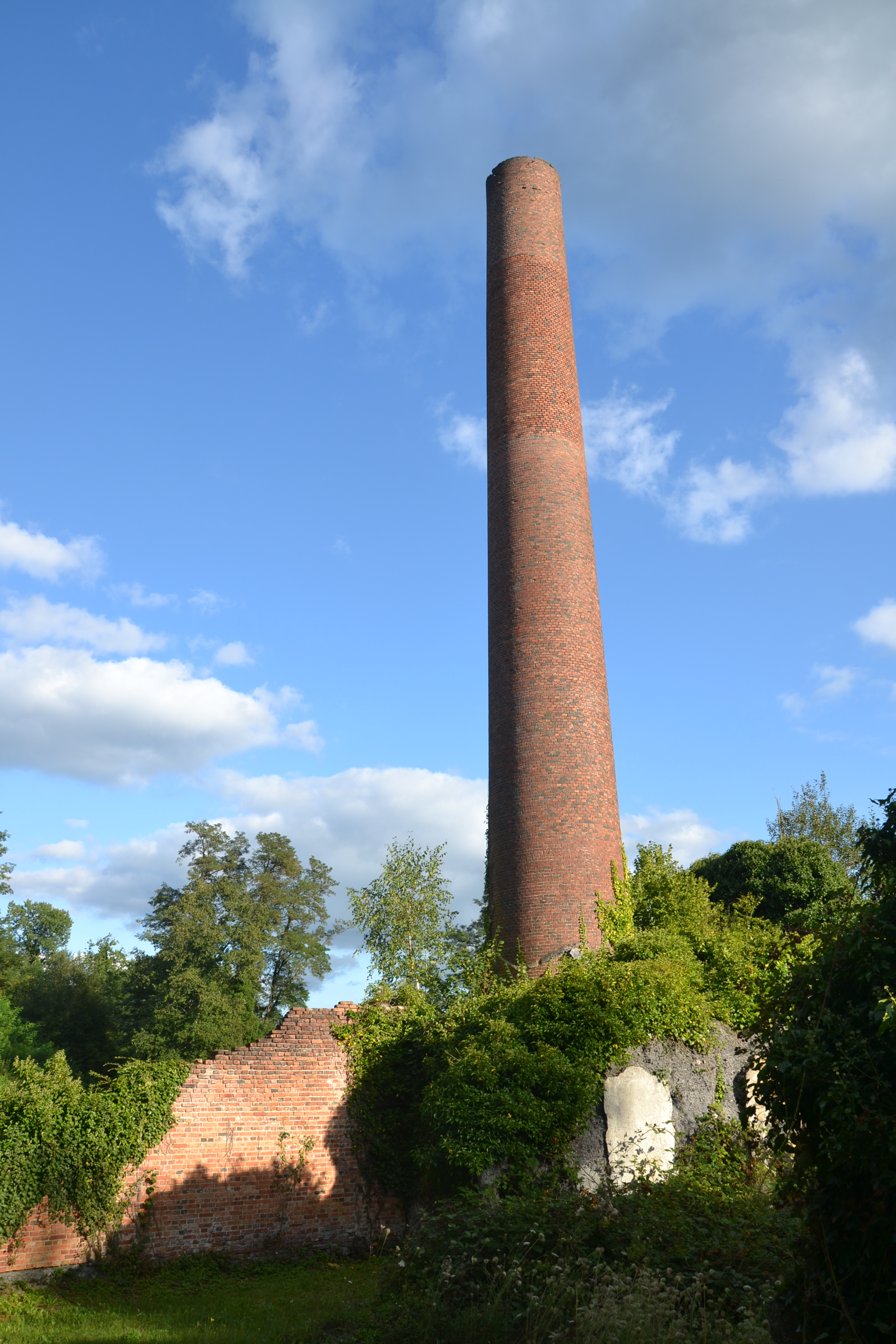
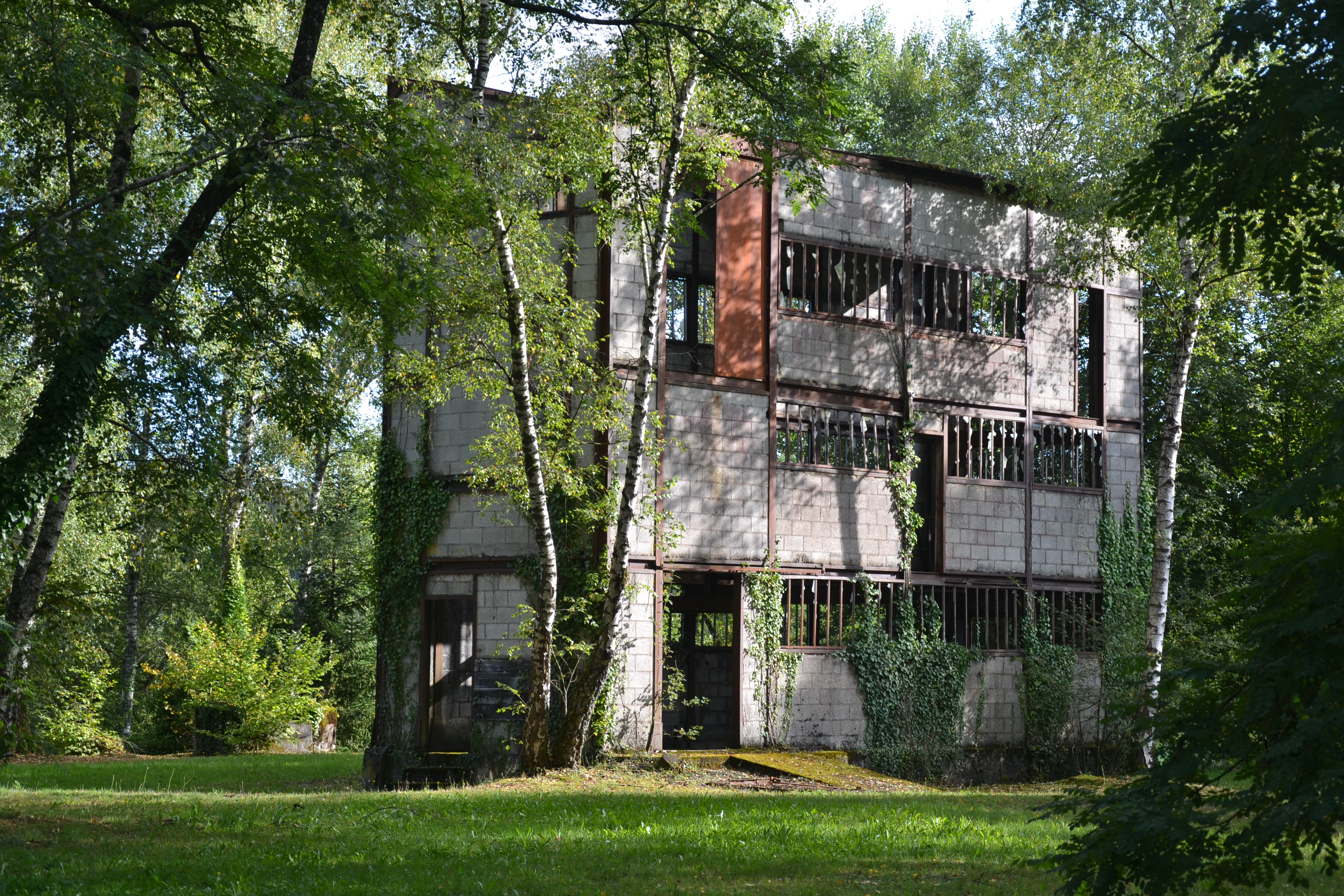
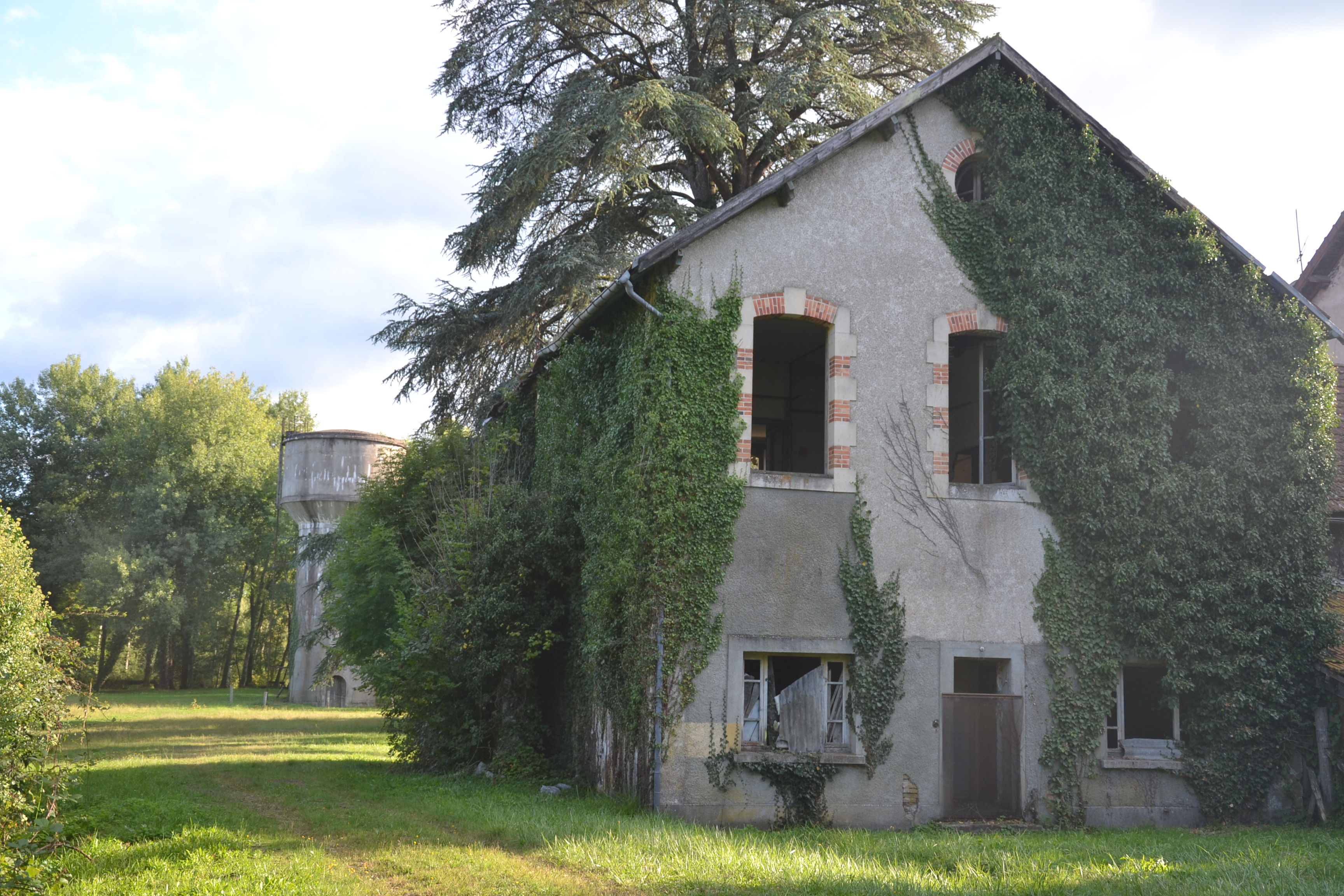